# Вулиця Євгена Логінова (Миколаїв)
Вулиця Євгена Логінова — вулиця у місті Миколаєві, в мікрорайоні «Ліски», яка починається від вулиці Генерала Олекси Алмазова і закінчується Індустріальною вулицею.

## Назва

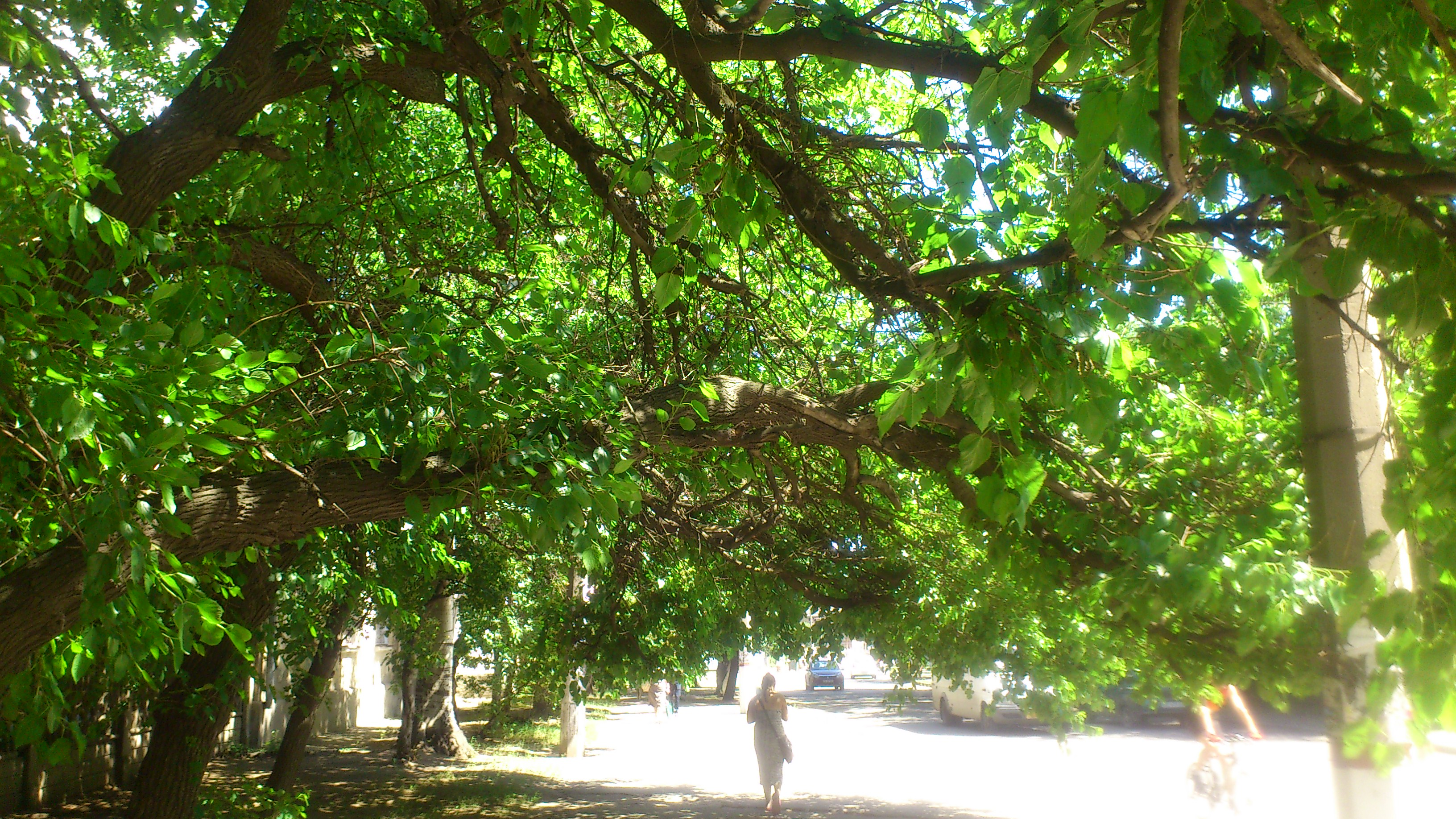
Дерева на вулиці Євгена Логінова добре захищають від спекотного сонця

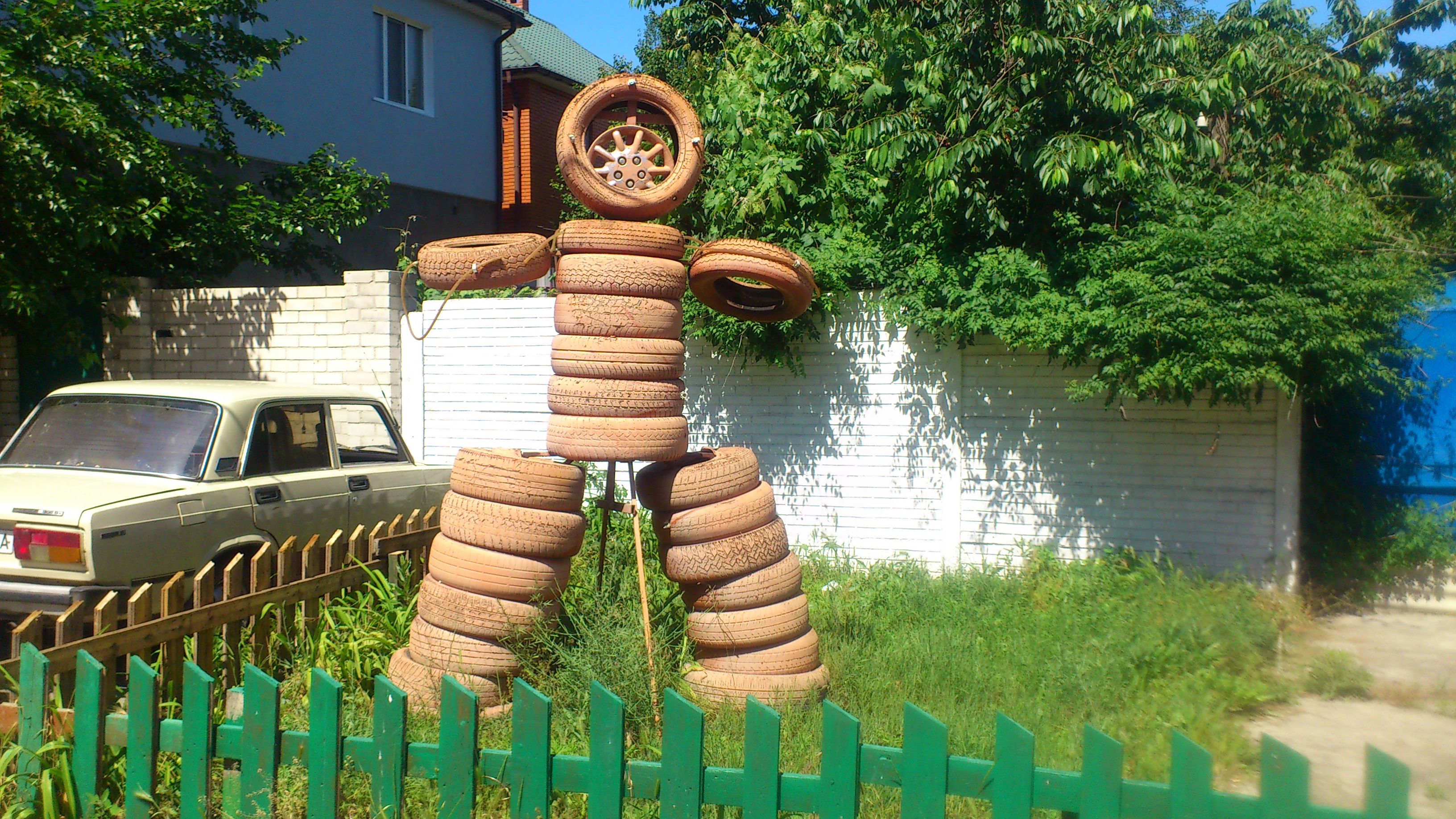
Вулична композиція на Логінова зі старих автошин

Із своїм створенням вулиця носила ім'я радянського суднобудівника, механіка, математика та академіка Олексія Крилова.
26 липня 2024 року вулицю Крилова перейменовано і розпорядженням голови Миколаївської обласної державної адміністрації Віталія Кіма відповідно до Закону України «Про засудження та заборону пропаганди російської імперської політики в Україні і деколонізацію топонімії» надано ім'я Євгена Логінова — українського військовика, учасника російсько-української війни, що загинув в травні 2022 року під час облоги заводу «Азовсталь».

## Заклади
На вулиці Євгена Логінова розташовані навчальні заклади: школа-інтернат №7 та середні школи №17 і №52.

## Транспорт
Від вулиці Курортної до вулиці вулиці Генерала Алмазова вулицею Логінова проходить частина маршрутів тролейбусів № 2 і № 5 та декілька маршрутних таксі.